# Adidas Superstar
Модел Superstar су плитке ципеле/патике које производи спортска компанија Адидас од 1969. године. Овај модел је првобитно био дубока верзија Pro модела. Познате су и као "морске шкољке" због њиховог препознатљивог дела за прсте у облику шкољке.

## Историјат
Када су ове патике први пут представљене јавности, биле су то прве плитке, кожне кошаркашке патике са гуменим делом за прсте. Са иновативном гуменом заштитом и ђоном који не оставља траг, оне су привукле пажњу играча NBA и NCAA лиге, међу којима се посебно издваја Карим Абдул-Џабар. У првих неколико година продаје, ове патике је носило висе од 75% играча NBA lige; то је доказ револуционарности њихове технологије. Током следећих неколико година, Adidas Superstar патике су са терена стигле на тротоаре.
Године 1983. наступила је реп група Run-D.M.C. из Холиса (Њујорк) чији су чланови одбијали да се повинују стандардима поп културе, тако што су одлучили да ће се на наступима облачити исто као и на улици. Овај трио је био најпрепознатљивији по томе што су његови чланови носили Superstar патике без пертли, а "језичак" су избацивали напоље. како су били обучени на улицама. "Компанија Adidas је сазнала за ову "љубав на први поглед" после концерта на којем су чланови бенда наступали у овим патикама пред 40 000 људи - у публици је био један радник Adidasa".  Када је група отишла на турнеју по САД промовисали су Superstar патике, чија је продаја порасла. Као одговор на песму Џералда Диса (Jerralda Deas) "Felon Sneakers (Злочиначке патике)" 1986. група је снимила песму "My Adidas (Мој Adidas)"  Песма је одавала почаст Superstar патикама и покушавала је да разбије b-boy (brakedancing boy) стереотип. Много година касније Адидас је потписао рекламни уговор са групом. То је први уговор који је склопљен између хип-хоп извођача и велике корпорације.
Superstar патике су постале део поп културе и свакодневно се носе, али не толико за спорт. Ове патике су се, као и "старке" (Chuck Taylor All-Stars), са кошаркашког терена пренеле на улицу. У раним 80-им "б-бојси" су носили патике са дебелим пертлама, чија се боја обично слагала уз три пруге са стране. 
Superstar патике (сад познате као "Superstar II" пошто је садашњи изглед другачији од првобитног) се сада продају у Adidas Originals продавницама, са потпуно новим комбинацијама боја и у новим издањима нпр. са тематиком NBA тимова или великих америчких градова.

## 35-годишњица модела
У 2005, Адидас је прославио 35-годишњицу модела Superstar сарадњом са светским иконама из света музике, моде и уметности и поводом тога је створио колекцију.
Колекција обухвата 35 различитих модела из 5 различитих серија. Модели 1-7 су из серије Consortium, модели 8-14 су из серије Expression, модели 15-21 из серије Music, модели 22-28 из серије Cities и модели 29-35 из Јубиларне серије.